# اندرو پارکر بولز
اندرو هنری پارکر بولز (انگلیسی: Andrew Parker Bowles؛ زادهٔ ۲۷ دسامبر ۱۹۳۹) فرمانده نظامی و چوگان‌باز اهل بریتانیا است.